# Agrilus denticornis
Agrilus denticornis es una especie de insecto del género Agrilus, familia Buprestidae, orden Coleoptera.
Fue descrita científicamente por Chevrolat en 1867.